# Kemsex
| Kemsex |
| --- |
| Metamfetamin, en vanlig drog i samband med kemsex. - Betydelse – samlag vid droganvändning - Utbredning – främst inom bögkulturen - Olika ord – chemsex, party and play (engelska) |

Kemsex eller chemsex är intagandet av droger när man ägnar sig åt sex. Det är vanligt i "bögkulturen" – bland män som har sex med män – eller hos HBTQ-personer i stort. Ett annat begrepp för samma sak är Party and Play ('festa och lek').

## Funktion och risker
Kemsex, en förkortning för kem[iska droger] och sex, handlar om att förhöja den sexuella njutningen och upplevelsen. Vissa utövare menar att denna kombination kan förhöja känslan av att "vara i sin egen kropp" – utan ångest och med färre hämningar och självmedvetenhet. Det kan leda till ökad kåthet och lyckokänsla. För vissa kan det göra olika mer avancerade former av sex lättare att utföra, som exempelvis fisting.
En del menar att preferensen för kemsex handlar om att hantera en internaliserad skam eller psykisk ohälsa. Då kan droganvändningen vid sex fungera som en metod för att koppla bort en omgivande press från samhälle, uppväxt och familj – en sorts eskapism och flykt från ansvar. Kemsex kan också utvecklas till en extremsport med en jakt efter att utmana sina gränser.
Samtidigt kan bieffekterna vara ett starkt beroende, kraftiga humörsvängningar och sämre omdöme. Som med droger i allmänhet kan det innebära risk för överdoser, ökad risk för smittospridning av könssjukdomar (genom en större risk för sex utan kondom) och sexuella övergrepp.

## Utbredning
Droganvändning har varit relativt vanlig i olika bögkretsar. På senare år har den blivit mer normaliserad inom denna subkultur, bland annat i Stockholm i Sverige. Bland drogerna som används finns poppers (inhalerade akrylnitriter), GHB och GBL, metamfetamin En ökad synlighet i partykulturen och pornografi kan även bidra till spridning av kemsex.
Sverige, där även användning av både lättare och tyngre narkotika är kriminaliserad, har högst dödlighet inom EU bland heroinanvändare. Däremot är användningen av droger lägre hos homosexuella män i Sverige, jämfört med andra EU-länder. Hos män som har sex med män är typiska "kemsexdroger" som metamfetamin och GHB/GBL numera vanligare än sociala droger som kokain och ecstasy. Ökningen i Storbritannien var från cirka tre procent av homosexuella män 2005 till 85 procent sju år senare.
Användningen av metamfetamin anses ibland vara extra hög i Tjeckien, ett land med stor produktion av drogen. Landet är även säte för ett antal stora pornografiska produktionsbolag (inklusive Anal Vids, del av WGCZ). Användningen av metamfetamin är utbredd inom den tjeckiska porrbranschen, och en effekt av intaget är en sexuell gränslöshet.